# Koraalvlinders
Koraalvlinders (Chaetodontidae) vormen een familie van opvallende, tropische, baarsachtige zeevissen. Men treft ze aan op de koraalriffen van de Atlantische, Indische en Stille Oceaan. Ze zijn vrij klein, meestal tussen 12 en 22 centimeter. De grootste soort Chaetodon lineolatus kan 30 centimeter worden.  Er bestaan ongeveer 127 soorten, verenigd in 11 geslachten. De territoriale soorten zijn vaak agressief tegenover hun soortgenoten. Volwassen exemplaren vormen vaak paartjes voor het leven.

## Voedsel
Sommige soorten voeden zich met koraalpoliepen, andere soorten met zoöplankton. Vooral de eerste soort is sterk territorium gericht, en claimt daarbij, vaak in paren, eigen stukken koraal als hun grondgebied.

## Kenmerken
De bijnaam koraalvlinder heeft te maken met de felle heldere kleuren en kleurschakeringen zoals zwart, wit, blauw, rood, geel en oranje. Hierdoor zijn zij ook geliefd onder aquariumhouders. Een probleem dat zich hier voordoet is dat vele soorten zich voeden met koraalpoliepen en dat deze moeilijk in tanks te kweken zijn. Vele soorten hebben een vlek achter de ogen en zwarte banden over de ogen, ongeveer zoals dit ook op de vleugels van vlinders voorkomt. De kleuren hebben vermoedelijk vooral een signaalfunctie naar andere soorten toe. Hun hoge en platte lichamen maakt hen geschikt om voedsel in nauwe rotsspleten op te sporen. Zij hebben doorlopende rugvinnen, waarbij de staartvin zowel rond of rechthoekig kan zijn, maar nooit een V-vorm heeft.  
De familienaam  Chaetodontidae is afgeleid van het Grieks woord chaite dat haar, en odous dat tand betekent. Dit slaat vooral op de borstelvormige tanden in hun smalle spitse bek. Koraalvlinders lijken op de keizersvissen van de  familie Pomacanthidae maar kunnen hiervan worden onderscheiden door het ontbreken van de scherpe achterwaartse gerichte stekel achter de kieuwspleet.
Koraalvlinders leggen vele drijvende eieren die zich mengen met het plankton en met de stroom worden meegevoerd.

## Geslachten
- Amphichaetodon Burgess, 1978
- Chaetodon Linnaeus, 1758
- Chelmon Cloquet, 1817
- Chelmonops Bleeker, 1876
- Coradion Kaup, 1860
- Forcipiger Jordan & McGregor, 1898
- Hemitaurichthys Bleeker, 1876
- Heniochus Cuvier, 1816
- Johnrandallia Nalbant, 1974
- Parachaetodon Bleeker, 1874
- Prognathodes Gill, 1862